# K. Ananda Rau
K. Ananda Rau   (Chennai, 21 de setembre de 1893 - Bombai, 22 de gener de 1966) va ser un matemàtic indi.
Nascut a Madràs (actual Chennai) va estudiar matemàtiques e la universitat d'aquesta ciutat, graduant-se el 1914. Va continuar estudis a la universitat de Cambridge sota la direcció de G. H. Hardy obtenint diverses distincions. El 1919 va tornar al seu país on va ser nomenat professor de matemàtiques del Presidency College de la universitat de Madràs, institució en la que va desenvolupar la resta de la seva carrera acadèmica, arribant a ser rector de la mateixa. Es va jubilar el 1949, però va continuar fent recerca fins a la seva mort el 1966.
Ananda Rau és considerat l'iniciador de l'escola índia de teoria de nombres.